# Интрегалде (комуна)
Интрегалде (рум. Întregalde) — комуна у повіті Алба в Румунії. До складу комуни входять такі села (дані про населення за 2002 рік):
- Івеніш (97 осіб)
- Ілієшть (20 осіб)
- Гіонкань (104 особи)
- Дялу-Джоаджулуй (82 особи)
- Интрегалде (94 особи) — адміністративний центр комуни
- Мерінешть (22 особи)
- Модолешть (129 осіб)
- Некрілешть (188 осіб)
- Попешть (12 осіб)
- Сфирча (63 особи)
- Текшешть (66 осіб)

Комуна розташована на відстані 290 км на північний захід від Бухареста, 22 км на північний захід від Алба-Юлії, 61 км на південь від Клуж-Напоки.

## Населення
За даними перепису населення 2002 року у комуні проживали 877 осіб.
Національний склад населення комуни:
| Національність | Кількість осіб | Відсоток |
| -------------- | -------------- | -------- |
| румуни         | 875            | 99,8%    |
| угорці         | 2              | 0,2%     |

Рідною мовою назвали:
| Мова      | Кількість осіб | Відсоток |
| --------- | -------------- | -------- |
| румунська | 876            | 99,9%    |
| угорська  | 1              | 0,1%     |

Склад населення комуни за віросповіданням:
| Релігія        | Кількість осіб | Відсоток |
| -------------- | -------------- | -------- |
| православні    | 855            | 97,5%    |
| адвентисти     | 14             | 1,6%     |
| греко-католики | 3              | 0,3%     |
| реформати      | 2              | 0,2%     |
| п'ятдесятники  | 2              | 0,2%     |
| бретрени       | 1              | 0,1%     |